# 派恩格羅夫 (內華達州)
派恩格羅夫（英語：Pine Grove）是位於美國內華達州萊昂縣的鬼鎮。

## 歷史
派恩格羅夫的郵局於1868年設立，其後於1912年停運。

## 地理
派恩格羅夫所處的海拔為高於海平面2047米（即6716英呎），而該地所採用的時區為UTC-8，即太平洋时区（PST）。同時該地設有夏令時間，為UTC-8調快一小時，即UTC-7（PDT）。